# 오리올역
오리올역(Oriole Station) 은 캐나다 온타리오주 토론토에 위치해있는 통근열차역이다. 401번 고속도로 고가 밑, 레슬리 스트리트 서쪽에 위치해있는 이 역은 토론토의 노스요크 지역에 위치해있다. 이 역에는 GO 트랜싯의 리치먼드힐선 열차가 평일에 정차한다. 오리올역은 토론토 지하철 4호선 셰퍼드의 레슬리역에서 500m 가량 떨어져있다. 승강장 북쪽 끝에 있는 보행자 통로는 에스더 샤이너 블루버드와 연결되고 올드 레슬리 스트리트를 따라 걸어가면 지하철역 자동 출입구가 있다.

## 위치
오리올역은 캐나다 내셔널 철도가 소유하는 밸라선 11.3 마일 (18.2 km) 지점에 위치해있으며, 북쪽으로는 올드커머역, 남쪽으로는 유니언역이 있다.
리치먼드힐선 열차가 유니언역을 출발하면서 체리 스트리트까지 1.5km 구간을 킹스턴선을 따라간다. 체리 스트리트에서 북쪽으로 CN 밸라선이 분기하며, 리치먼드힐선 열차가 여기서부터 밸라선을 타고 북쪽으로 향한다. 캐나다 태평양 철도 벨빌선 지선을 지난 다음 통근열차는 베이뷰 애비뉴 램프와 돈강을 따라 달린다. 블루어 스트리트와 댄포스 애비뉴를 잇는 프린스에드워드 고가교를 지나면 돈 계곡이 더욱 넓어지고 공장 지대가 보인다. 이후 요크밀스 로드를 지나면서 건물이 하나둘씩 보이고 401번 고속도로를 지나면서 오리올역에 도착한다. 오리올역에는 토론토와 코크런을 잇는 온타리오 노스랜드 열차가 정차하였으나 열차 운행이 중단되면서 더 이상 정차하지 않는다.
열차가 오리올역을 지나면서 돈 계곡을 계속 지나며, 셰퍼드와 핀치 연선을 따라 콘도 건물이 보인다. 다음 역인 올드커머역은 핀치 애비뉴 북쪽에 위치해있다.

## 역사
오리올역은 1906년에 캐나다 노던 철도 (Canadian Northern Railway)가 토론토를 향해 남쪽으로 철도를 건설하면서 개통하였다. 이 역의 이름은 원래 토지 소유주였던 윌리엄 던캔의 이름을 따서 던캔역으로 지어졌다. 이 역은 복층 목재 건축물로, 2층에는 역무원 관사가 있었다. 오리올역에 처음으로 열차가 정차한 건 1906년 11월이었으나, 이 노선은 당시 캐나다 프레리 지역에 대부분 지어졌던 노던 철도의 다른 노선과는 별도로 지어졌다. 캐나다 서부로 이어지기 시작한 건 1915년으로, 루엘에서 포트아서까지 869km 구간이 지어지면서 운행을 개시하였다.
1916년, 캐나다 노던 철도는 던캔에서 토론토 리사이드 지역에 있는 캐나다 태평양 철도 노선으로 이어지는 3.2km 구간의 연결선을 건설하였다. 이 연결선은 CP 철도가 새로 지은 노스토론토역에 여객열차를 운행하기 위해 지어졌지만 이는 이루어지지 않았다. 대신 1919년에 연결선이 개통할 때 캐나다 노던 철도의 동부 노선 차량기지 진입선으로 대신 쓰였다. 20세기 초반에 들어서서 캐나다 노던 철도는 재정난을 겪었고 1923년 당시 연방 공기업이었던 캐나다 내셔널 철도에 흡수되었다. 이와 비슷한 시기에 역 이름 또한 던캔역에서 오리올역으로 변경되었다.
캐나다 노던 철도가 지었던 복층 역 건물은 1938년에 요크밀스 로드 남쪽에 있는 작은 쉼터로 교체되었으며 화물 주문 사무소와 선택 정차역으로 탈바꿈하였다. 기존 역은 선로에서 떨어진 곳으로 이전해 직원들의 관사로 사용하였다. 20세기 중반에 자가용이 성행하면서 오리올역의 승객 수도 감소하였고, 1953년에 하루 7편의 열차가 정차하던 오리올역에는 1955년 정차 횟수가 5편으로 줄어들었다. 1955년에는 또한 쉼터가 요크밀스 로드 북쪽으로 이전하였다. 1960년에는 여객열차 취급이 중단되었지만 화물 주문 사무소는 1978년까지 운영하였다. 기존 복층 건물은 관사로 계속 활용하다가 1987년에 철거되었다.
오늘날의 GO 트랜싯 역사는 1978년에 401번 고속도로 바로 밑에 개통하였으며, 지금까지 별다른 변화 없이 평일 출퇴근 시간대에 한해 통근열차가 정차하고 있다.

### 오리올역 이전
4호선 셰퍼드가 2002년에 개통하면서 기존에 개통한 오리올역이 레슬리 지하철역과 많이 떨어져있어서 환승이 불편하다는 지적이 줄곧 제기되었다. 이에 따라 오리올역을 401번 고속도로 북쪽으로 이전하여 레슬리역까지 쉽게 환승할 수 있도록 하는 방안이 제기되었는데, 지하철이 개통한 지 20년이 지난 뒤에도 별다른 소식은 없었다. 하지만 레슬리역 근처에 센트럴파크 콘도 건설 계획을 발표하면서 오리올역 이전도 물살을 타기 시작하였다. 2023년 3월, 메트로링스는 토론토시에 새로 이전하게 될 오리올역의 조감도를 토론토시에 제출하였다. 역 승강장은 401번 고속도로 북쪽에서 셰퍼드 애비뉴까지 걸쳐있고 역 정문은 셰퍼드 애비뉴에 오늘날의 레슬리역 버스 승강장 맞은 편에 위치하게 될 예정이다.
오리올역 이전안은 여전히 구상 단계로 아직까지 언제 개통할 지 구체적인 개통 시기가 정해지지 않은 상태이다.

## 시설
오리올역은 직원이 상주하지 않는 무인역으로, 통근열차 티켓 구매나 카드 충전은 역에 있는 자동판매기에서 할 수 있다. 프레스토 카드가 없는 경우에는 신용카드나 체크카드를 단말기에 태그해 요금을 정산할 수도 있고, 스마트폰에서 GO 트랜싯 홈페이지에 들어가 이티켓 (e-ticket)을 구매할 수도 있다.
역 내부에는 와이파이와 공중전화가 있으며, 승강장에는 눈과 비를 피할 수 있는 쉼터가 있으며 겨울에는 난방도 된다. 역 건물과 승강장, 열차 내부는 휠체어 승객도 이용할 수 있으며, 승강장 중앙에 있는 휠체어 전용 램프를 통해 휠체어 승객들도 열차에 오를 수 있다. 환승 주차장에는 최대 48시간 동안 무료 주차가 가능하며, 이 역을 자주 이용하는 승객들은 전용 주차 공간을 사전에 예약할 수도 있다. 또한 이 역으로 카풀해서 오는 승객들을 위한 카풀 전용 주차 공간도 있다. 환승 주차장에는 287대 규모의 주차 공간이 있다. 이 역에는 또한 자전거를 타고 오는 승객들을 위한 자전거 거치대도 마련되어 있다.
오리올역에는 버스 승강장이 따로 없으며, 셰퍼드 애비뉴나 레슬리 스트리트에 있는 버스 정류장에서 버스를 이용해야 한다. 이 역과 인접한 지하철역인 레슬리역도 셰퍼드 애비뉴에 출구가 있으며 500m 거리에 있다.

### 주박 시설
메트로링스는 GO 트랜싯의 리치먼드힐선을 따라 오리올역 남쪽 요크밀스 로드에 주박 시설을 지을 계획이다. 이 시설에는 출퇴근 시간대 사이 평시에 통근열차가 주박하게 되며, 유니언역에서 열차가 오가게 된다.
이 시설이 완공되기 전까지 GO 트랜싯은 돈 계곡을 따라 베이뷰 애비뉴와 돈강 사이에 있는 로즈데일 진입선을 임시 주박 공간으로 사용하게 된다. 원래 계획대로라면 이 시설은 돈 계곡 프린스 에드워드 고가교 바로 밑에 지어지지만, 지역 정치인, 주민 및 환경 단체의 반발로 메트로링스는 2023년 3월에 계획을 변경하였다.

## 운행 계통
2023년 1월 7일 기준 오리올역에는 평일 출근 시간대에 유니언 방면 통근열차가 3대 정차하고, 퇴근 시간대에 블루밍턴 방면 통근열차가 4대 정차한다. 나머지 시간대에는 통근열차나 버스가 정차하지 않는다.

## 버스 연결편
오리올역에서 갈아탈 수 있는 버스는 아래와 같다. 51번 레슬리 (스틸즈 애비뉴 방면), 85번 셰퍼드 이스트 및 385번 셰퍼드 이스트 심야 버스는 역 북쪽의 셰퍼드 애비뉴에서, 51번 레슬리 (에글린턴역 방면) 버스는 역 북쪽의 레슬리역에서, 115번 실버힐스 버스는 역 남쪽의 우즈워스 로드에서 갈아탈 수 있다.
|  |  |  |

|  |  |  |

|  |  |  |

|  |  |  |

|  |

|  |

| 맥니콜 |
| 커머   |

|  |  |  |

|  |  |  |

|  |  |  |

|  |  |  |

|  |  |  |  |  |

|  |  |  |

|  |  |  |

|  |  |  |

|  |  |  |

|  |  |  |

|  |

|  |

|  |  |  |  |  |

|  |  |  |

|  |  |  |

|  |  |  |

|  |  |  |

|  |  |  |

|  |  |  |

|  |  |  |  |  |

|  |  |  |

|  |  |  |

|  |  |  |

|  |  |  |

|  |  |  |

|  |  |  |

|  |

|  |

| 맥니콜 |
| 커머   |

|  |  |  |

|  |  |  |

|  |  |  |

|  |  |  |

|  |  |  |  |  |

|  |  |  |

|  |  |  |

|  |  |  |

|  |  |  |

|  |  |  |

|  |

|  |

|  |  |  |  |  |

|  |  |  |

|  |  |  |

|  |  |  |

|  |  |  |

|  |  |  |

|  |  |  |

|  |  |  |  |  |

|  |  |  |

|  |  |  |

|  |  |  |

|  |  |  |

|  |  |  |

|  |  |  |

|  |

|  |

| 맥니콜 |
| 커머   |

|  |  |  |

|  |  |  |

|  |  |  |

|  |  |  |

|  |  |  |  |  |

|  |  |  |

|  |  |  |

|  |  |  |

|  |  |  |

|  |  |  |

|  |

|  |

|  |  |  |  |  |

|  |  |  |

|  |  |  |

|  |  |  |

|  |  |  |

|  |  |  |

|  |  |  |

|  |  |  |  |  |

|  |  |  |

|  |  |  |

|  |  |  |

|  |  |  |

|  |  |  |

|  |  |  |

|  |

|  |

| 맥니콜 |
| 커머   |

|  |  |  |

|  |  |  |

|  |  |  |

|  |  |  |

|  |  |  |  |  |

|  |  |  |

|  |  |  |

|  |  |  |

|  |  |  |

|  |  |  |

|  |

|  |

|  |  |  |  |  |

|  |  |  |

|  |  |  |

|  |  |  |

|  |  |  |

|  |  |  |

|  |  |  |

|  |  |  |  |  |

|  |  |  |

|  |  |  |

|  |  |  |  |  |

|  |  |  |

|  |  |  |

|  |  |  |

|  |  |  |  |  |  |  |

|  |  |  |  |  |

|  |  |  |

|  |

|  |

|  |

|  |

|  |

|  |

|  |

|  |  |  |

|  |  |  |  |  |

|  |

|  |  |  |

|  |  |  |

|  |  |  |

|  |

|  |

|  |

|  |

| 프로그레스 |
| 맬번       |

|  |

| 랩슬리 |
| 워시번 |

|  |

|  |

| 브레큰   |
| 브레니언 |

|  |

|  |

|  |  |  |  |  |

|  |  |  |  |  |

|  |  |  |  |  |

|  |  |  |  |  |

|  |

|  |

|  |  |  |

|  |  |  |

|  |  |  |

|  |  |  |  |  |

|  |  |  |

|  |  |  |

|  |  |  |

|  |  |  |  |  |  |  |

|  |  |  |  |  |

|  |  |  |

|  |

|  |

|  |

|  |

|  |

|  |

|  |

|  |  |  |

|  |  |  |  |  |

|  |

|  |  |  |

|  |  |  |

|  |  |  |

|  |

|  |

|  |

|  |

| 프로그레스 |
| 맬번       |

|  |

| 랩슬리 |
| 워시번 |

|  |

|  |

| 브레큰   |
| 브레니언 |

|  |

|  |

|  |  |  |  |  |

|  |  |  |  |  |

|  |  |  |  |  |

|  |  |  |  |  |

|  |

|  |

|  |  |  |

|  |  |  |

|  |  |  |

|  |  |  |  |  |

|  |  |  |

|  |  |  |

|  |  |  |

|  |  |  |  |  |  |  |

|  |  |  |  |  |

|  |  |  |

|  |

|  |

|  |

|  |

|  |

|  |

|  |

|  |  |  |

|  |  |  |  |  |

|  |

|  |  |  |

|  |  |  |

|  |  |  |

|  |

|  |

|  |

|  |

| 프로그레스 |
| 맬번       |

|  |

| 랩슬리 |
| 워시번 |

|  |

|  |

| 브레큰   |
| 브레니언 |

|  |

|  |

|  |  |  |  |  |

|  |  |  |  |  |

|  |  |  |  |  |

|  |  |  |  |  |

|  |

|  |

|  |  |  |

|  |  |  |

|  |  |  |

|  |  |  |  |  |

|  |  |  |

|  |  |  |

|  |  |  |

|  |  |  |  |  |  |  |

|  |  |  |  |  |

|  |  |  |

|  |

|  |

|  |

|  |

|  |

|  |

|  |

|  |  |  |

|  |  |  |  |  |

|  |

|  |  |  |

|  |  |  |

|  |  |  |

|  |

|  |

|  |

|  |

| 프로그레스 |
| 맬번       |

|  |

| 랩슬리 |
| 워시번 |

|  |

|  |

| 브레큰   |
| 브레니언 |

|  |

|  |

|  |  |  |  |  |

|  |  |  |  |  |

|  |  |  |  |  |

|  |  |  |  |  |

|  |

|  |

|  |  |  |

|  |  |  |

|  |  |  |

|  |  |  |

|  |

| 하이랜드     |
| 어퍼하이랜드 |

|  |

|  |

|  |

| 팜스테드 |
| 콜드워터 |

|  |

|  |

|  |  |  |

|  |  |  |

|  |  |  |

|  |  |  |

|  |  |  |

|  |  |  |

|  |

| 하이랜드     |
| 어퍼하이랜드 |

|  |

|  |

|  |

| 팜스테드 |
| 콜드워터 |

|  |

|  |

|  |  |  |

|  |  |  |

|  |  |  |

|  |  |  |

|  |  |  |

|  |  |  |

|  |

| 하이랜드     |
| 어퍼하이랜드 |

|  |

|  |

|  |

| 팜스테드 |
| 콜드워터 |

|  |

|  |

|  |  |  |

|  |  |  |

|  |  |  |

|  |  |  |

|  |  |  |

|  |  |  |

|  |

| 하이랜드     |
| 어퍼하이랜드 |

|  |

|  |

|  |

| 팜스테드 |
| 콜드워터 |

|  |

|  |

|  |  |  |

|  |  |  |

|  |  |  |

|  |  |  |

|  |  |  |

|  |  |  |  |  |  |  |

|  |  |  |  |  |

|  |  |  |

|  |  |  |

|  |  |  |  |  |  |  |

|  |  |  |  |  |

|  |  |  |

|  |

|  |

|  |

|  |  |  |

|  |  |  |  |  |

|  |  |  |

|  |  |  |

|  |  |  |

|  |

|  |

|  |

|  |  |  |  |  |  |  |

|  |  |  |  |  |

|  |  |  |

|  |  |  |

|  |  |  |  |  |  |  |

|  |  |  |  |  |

|  |  |  |

|  |

|  |

|  |

|  |  |  |

|  |  |  |  |  |

|  |  |  |

|  |  |  |

|  |  |  |

|  |

|  |

|  |

|  |  |  |  |  |  |  |

|  |  |  |  |  |

|  |  |  |

|  |  |  |

|  |  |  |  |  |  |  |

|  |  |  |  |  |

|  |  |  |

|  |

|  |

|  |

|  |  |  |

|  |  |  |  |  |

|  |  |  |

|  |  |  |

|  |  |  |

|  |

|  |

|  |

|  |  |  |  |  |  |  |

|  |  |  |  |  |

|  |  |  |

|  |  |  |

|  |  |  |  |  |  |  |

|  |  |  |  |  |

|  |  |  |

|  |

|  |

|  |

|  |  |  |

|  |  |  |  |  |

|  |  |  |

|  |  |  |

|  |  |  |

|  |

|  |

|  |

## 인접한 역
| 메트로링스 밸라선 | 메트로링스 밸라선      | 메트로링스 밸라선      |
| ----------------- | ---------------------- | ---------------------- |
| 유니언 방면       | GO 트랜싯 리치먼드힐선 | 올드커머 블루밍턴 방면 |

## 같이 보기
- 레슬리역